# Liebstadia piligera
Liebstadia piligera är en kvalsterart som beskrevs av Balogh 1958. Liebstadia piligera ingår i släktet Liebstadia och familjen Liebstadiidae. Inga underarter finns listade i Catalogue of Life.